# Parque Lefevre
Parque Lefevre es un corregimiento del distrito de Panamá, ubicado en el área urbana de la ciudad de Panamá. Este colinda con la bahía de Panamá y con los corregimientos de San Francisco, Río Abajo, Juan Díaz.

## Historia
Este corregimiento fue creado mediante el decreto n.º 32 de abril de 1938 y Acuerdo Municipal n.º 70 del 23 de junio de 1960. Forman parte de este, las áreas de una antigua hacienda, conocida como Santa Elena, que era propiedad del expresidente Ernesto T. Lefevre. El lugar fue urbanizado, por iniciativa del propio Lefevre, para ayudar a personas que no tenían los recursos suficientes para comprar una vivienda en áreas de la ciudad. En la actualidad, uno de los barrios de este corregimiento todavía mantiene el nombre de Santa Elena.

## Geografía
En áreas de este corregimiento está ubicado el sitio arqueológico de Panamá la Vieja, lugar donde fue originalmente fundada la Ciudad de Panamá. Cuenta con uno de los cementerios más importantes de la ciudad, el Jardín de Paz; así como, una gran cantidad de instalaciones de servicios y centros educativos.

### Ubicación
| Noroeste: Río Abajo                 | Norte: Río Abajo                     | Noreste: Juan Díaz       |
| Oeste: Pueblo Nuevo y San Francisco |                                      | Este: Juan Díaz          |
| Suroeste: San Francisco             | Sur: San Francisco y Océano Pacífico | Sureste: Océano Pacífico |